# Реџина Кинг
Реџина Рене Кинг (енгл. Regina Rene King; 15. јануар 1971) је америчка глумица, телевизијска редитељка и продуценткиња.
Истакла се улогом Бренде Џенкинс играла је у Ен-Би-Си ситком серији (1985-1990), такође улогом у играном филму Џери Магвајер, као и улоге у телевизијским емисијама The Boondocks и Southland. За улогу у Southland бива два пута номинована за Награда по избору критичара за најбољу женску улогу у 2012. и 2013. години.
Од 2015. до 2017. године глумила је у Еј-Би-Си антологији серија и за ту улогу добила три номинације Награда Еми за најбољу споредну женску улогу у мини-серији или ТВ филму, те такође била номинована за Награду Златни глобус. У истом периоду одиграла је улогу Ерике Марфи на HBO драми Остављени, за коју је добила номинацију за Награда по избору критичара. У ТВ серији Штребери игра Џенин Дејвис, такође тумачи улоге у многим филмовима, као што су Реј, Поетска правда, Петак, Правна плавуша 2.
Добила је признање критике за свој наступ у филму из 2018. Шапат улице, освојивши Оскара и Златни глобус за најбољу споредну глумицу у играном филму.

## Младост и образовање
Регина Рене Кинг рођена је 15. јануара 1971. године у граду Синсинати у америчкој савезној држави Охајо. Дјетињство је провела у Вју Парку-Виндсор Хилс. Била је најстарија кћерка Глорије, професора специјалног образовања и Томаса Кинга, електричара. Средњу школу завршила је у Лос Анђелесу, дипломирала 1988. године, а затим је похађала Универзитет у Јужној Калифорнији. Њена млађа сестра Реина Кинг, такође је глумица.